# Posti Group
Posti Group (ранее также фин. Itella Corporation, Itella Oyj, Suomen Posti Oy, англ. Finland Post Ltd и швед. Posten Finland) — международная сервисная компания, принадлежащая правительству Финляндии и оказывающая услуги в сфере информационных технологий, логистики и почтовой связи.
С января 2015 года запланировано возвращение единого бренда компании — Posti.

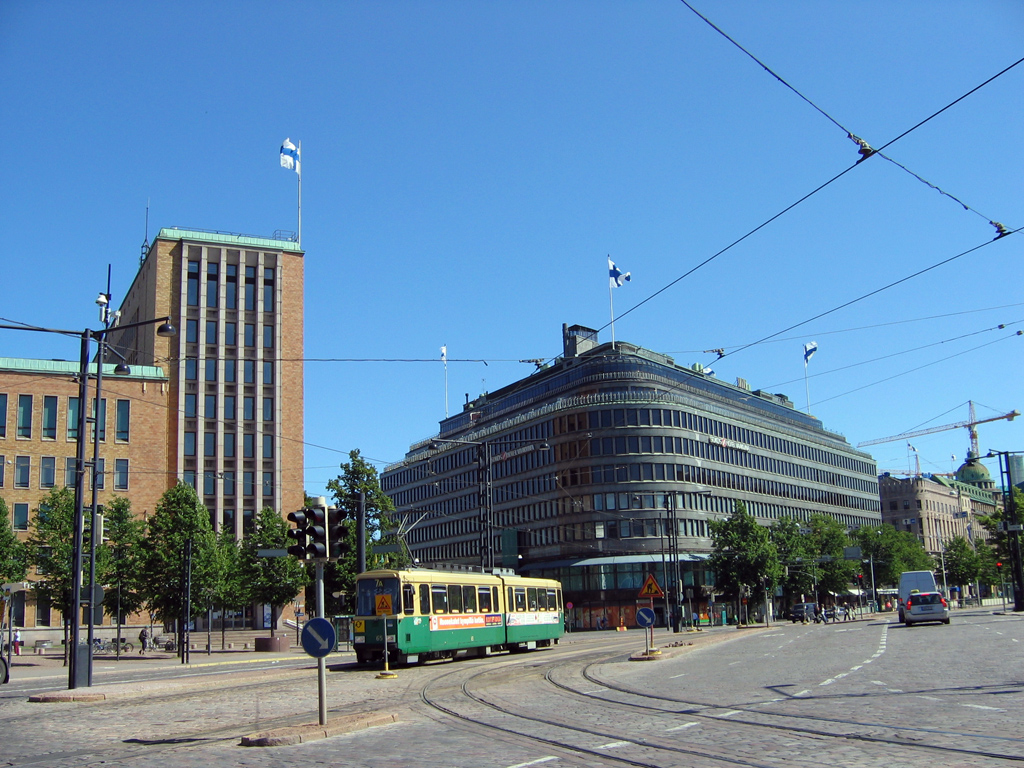
Здание главпочтамта в Хельсинки (слева)

## Описание
Деятельность компании включает в себя три бизнес-направления, которым соответствуют три бизнес-группы:
- Itella Information — обработка, управление и распределение информационных потоков для организаций. Услуги, предоставляемые этим направлением, включают обработку счетов, управление логистическими цепочками и документооборотом[4]. С 1 ноября 2013 данная бизнес-группа поменяла[5] своё название на OpusCapita.
- Itella Logistics — перевозки грузов наземным, морским и воздушным транспортом, транспортно-экспедиционные и складские услуги[6].
- Itella Mail Communications — доставка корреспонденции, материалов прямого маркетинга, посылок, а также газет и журналов в Финляндии. Данная бизнес-группа обслуживает клиентов под брендом Finland Post, или Posti. Она предоставляет услуги по доставке корреспонденции и печатных материалов в Финляндии и отвечает за выпуск всех финских почтовых марок[7].

Головной офис компании Itella расположен в Хельсинки (Финляндия). По состоянию на 2011 год, президентом и генеральным директором компании является Хейкки Малинен (Heikki Malinen), председателем совета директоров — Арто Хилтунен (Arto Hiltunen). В 2013 году в Itella Corporation насчитывалось 27669 сотрудников.

### Itella Logistics
Логистическое подразделение группы представлено в 8 европейских странах: Финляндия, Россия, Швеция, Норвегия, Дания, Литва, Латвия, Эстония. Оборот компании в 2011 году составил 732 млн евро. Площадь складов класса «А» — 1 млн м².
Лидирующие позиции на российском рынке Itella Logistics заняла после приобретения «Национальной логистической компании» в 2008 году. Персонал Itella Logistics в России насчитывает 3200 человек, общая площадь складов — 510 тыс. м².

## Дочерние компании
Itella ведет деятельность в одиннадцати странах через свои дочерние компании:
- Венгрия: Itella Information kft.
- Германия: Itella Information GmbH и NewSource GmbH.
- Дания: Itella Information A/S и Itella Logistics A/S.
- Латвия: A/S Itella Information и Itella Logistics SIA.
- Литва: UAB Itella Information и UAB Itella Logistics.
- Норвегия: Itella Information AS (51 %) и Itella Logistics AS.
- Польша: Itella Information Sp.z o.o.
- Россия: OOO Itella Logistics и OOO Itella Connexions.
- Финляндия: Itella Information Oy, OpusCapita Group Ltd, Itella Logistics Oy, Logia Software Oy, Itella Posti Oy и Itella Customer Relationship Marketing Ltd.
- Швеция: Itella Information AB и Itella Logistics AB.
- Эстония: Itella Information AS, Itella Logistics OÜ и Itella SmartPOST OÜ.

## Бренды
Частным клиентам в Финляндии Itella предоставляет услуги под брендом Posti, а корпоративным клиентам по всему миру — под брендом Itella.

## История
В истории почты Финляндии, предшествовавшей появлению компании Itella, был ряд ключевых событий и дат. Так, первоначально почтовая служба на территории Финляндии была создана в 1638 году, когда финские земли были частью Швеции. В 1856 году были введены в обращение первые почтовые марки Финляндии. В 1994 году возникла группа компаний в области почты и телекоммуникаций, получившая название Suomen PT Group, которая в 1998—1999 годах была разделена на две государственные компании — Finland Post Ltd (Suomen Posti Oy) и Sonera Oy.

## Современность
На современном этапе основными моментами развития компании Itella являются следующие:
- 2001 — Finland Post Corporation становится публичной компанией.
- 2002 — бизнес-направление информационной логистики выходит на рынок Германии, а бизнес-направление логистики — на рынок Эстонии.
- 2004 — бизнес-направление информационной логистики выходит на рынок Эстонии, Латвии и Литвы.
- 2005 — бизнес-направление логистики выходит на рынок Дании, Латвии и Литвы.
- 2006 — бизнес-направление логистики выходит на рынок Швеции и Норвегии.
- 1 июня 2007 года — название корпорации изменяется на Itella Corporation. Это изменение обусловлено всё возрастающей диверсификацией деятельности и увеличением доли международных операций.
- 2008 — с покупкой логистической группы НЛК (Национальная Логистическая Компания) и маркетингового агентства Connexions, занимающегося персональными маркетинговыми коммуникациями, Itella выходит на рынок России. Itella выходит на рынок Польши посредством приобретения компании BusinessPoit S.A., занимающейся информационной логистикой.
- 2009 — информационное направление выходит на рынок России и других стран Центральной и Восточной Европы. Новая дочерняя компания Itella IPS Oy (Itella Payment Services) получает лицензию на организацию платёжной системы.
- Банк Itella Bank Ltd (бывший ItellaIPS Oy) начал работать в начале 2012 года. В апреле 2013 корпорация Itella продала все акции фирмы сберегательным банкам. Новое название банка — Банк сберегательных банков Ltd[16]

В феврале 2011 года Финляндия стала первой страной в мире, в которой все письма, печатные издания, посылки и рекламные объявления высылаются Posti с доставкой с нейтральным уровнем эмиссии углерода. За эту услугу дополнительная плата с клиентов не взимается.

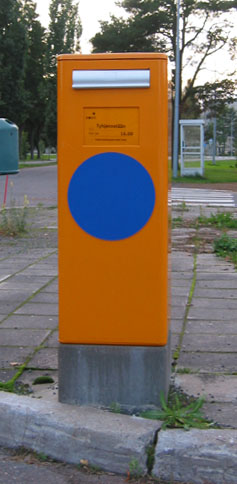
Финский стоячий почтовый ящик
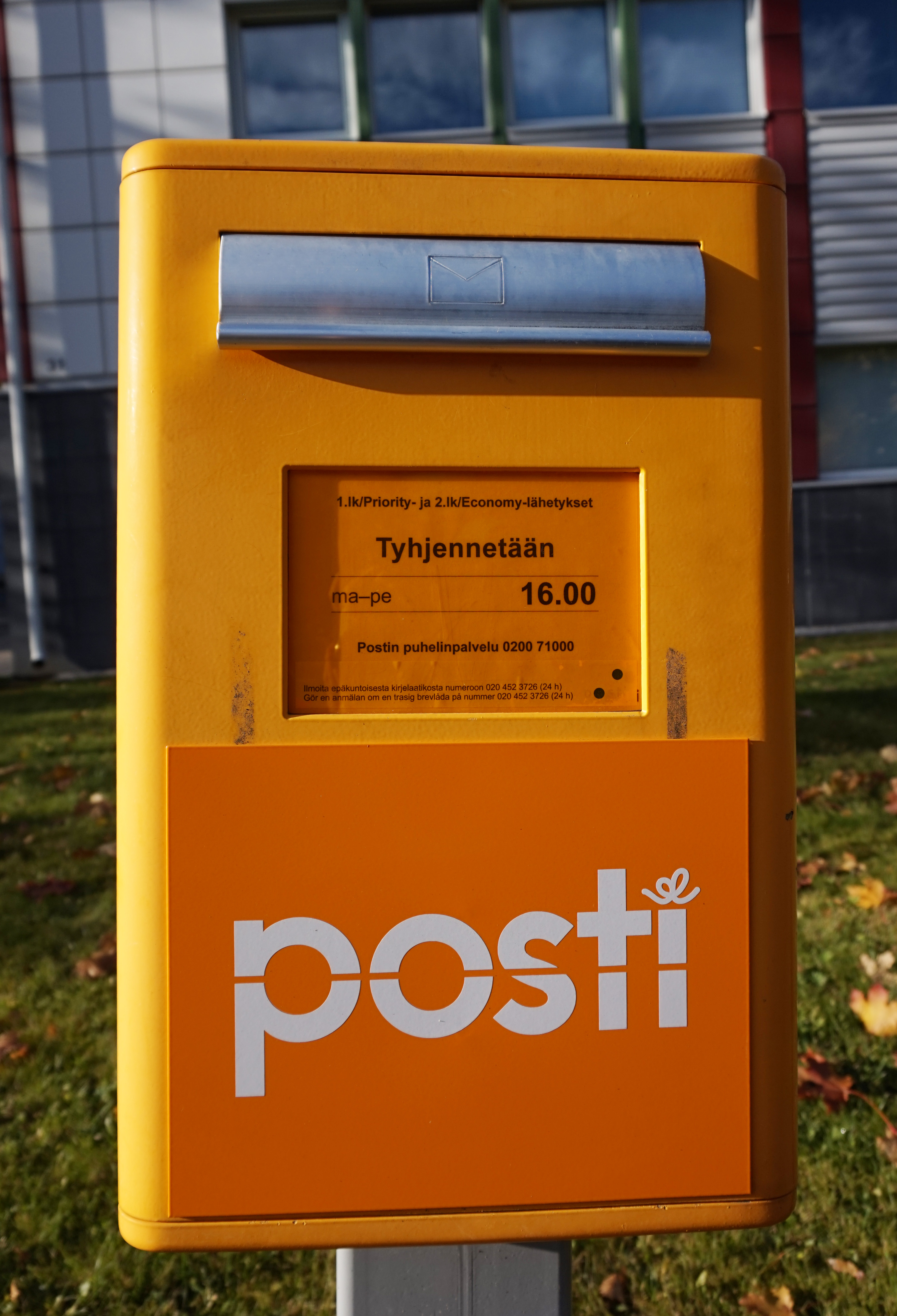
Финский почтовый ящик
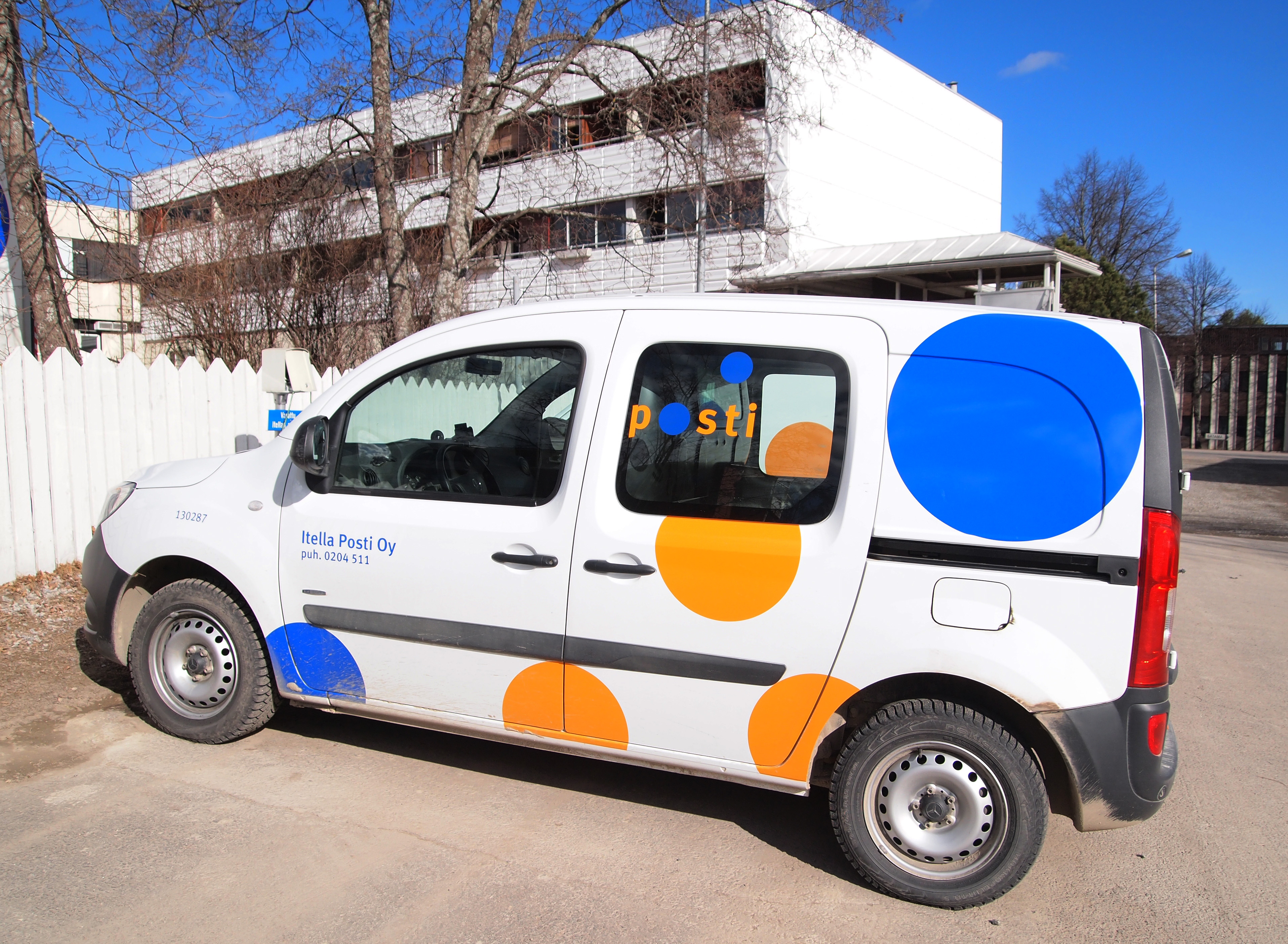
Автомобиль компании Posti Itella
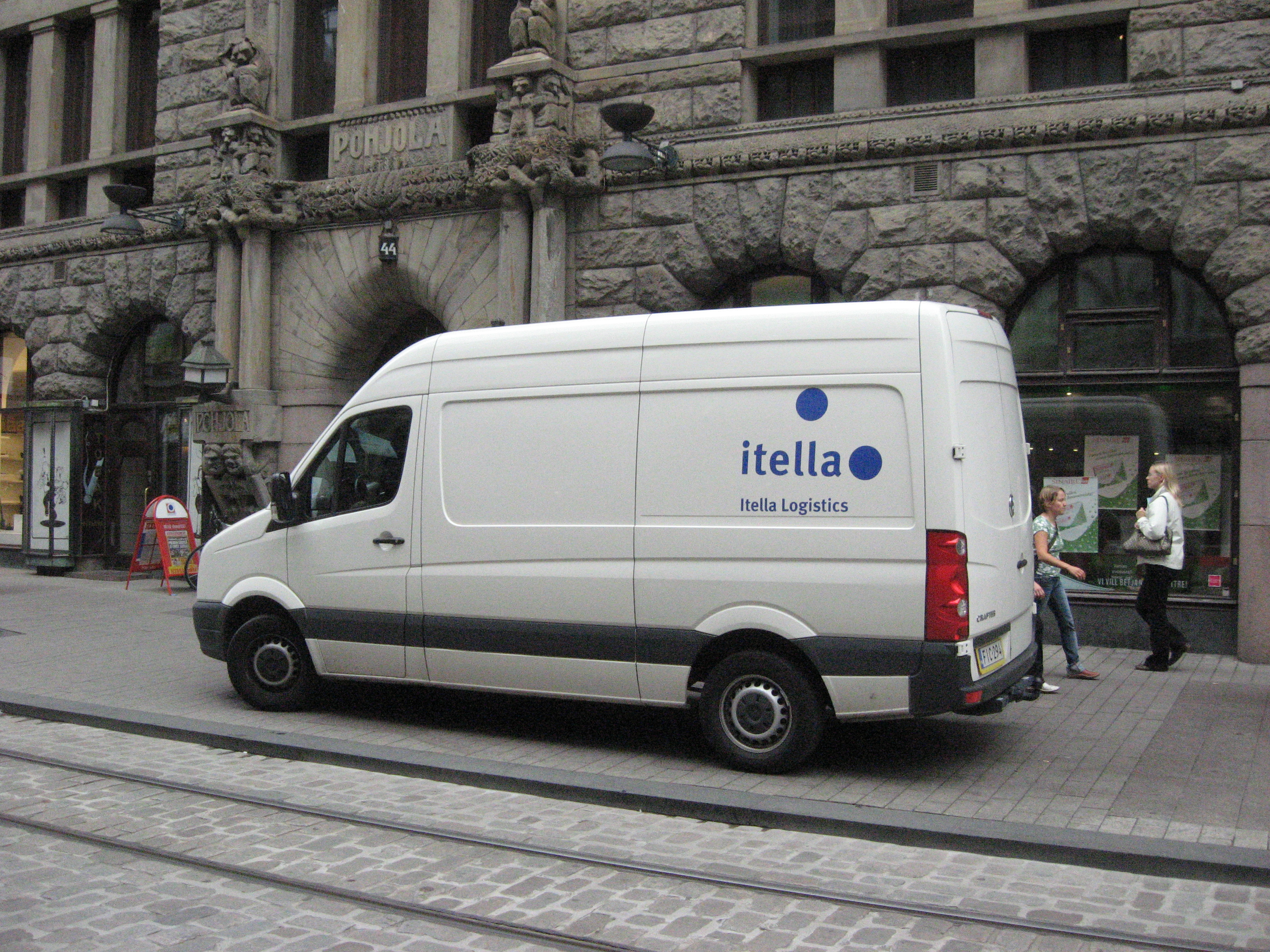
Автомобиль компании Itella Logistics